# Памятник Минину и Пожарскому (Нижний Новгород)
Па́мятник Ми́нину и Пожа́рскому — копия памятника, установленного на Красной площади в Москве. Памятник расположен в исторической части Нижнего Новгорода на площади Народного Единства, под стенами Кремля, возле церкви Рождества Иоанна Предтечи.

## История создания
История памятника уходит корнями в Смутное время. Россия находилась в польско-литовской осаде, а Москва была оккупирована поляками. Тогда, в 1611 году, в Нижнем Новгороде земский староста Кузьма Минин начал призывать народ к ополчению против польских интервентов. Его горячо поддержал городской совет, воеводы и духовенство. По звону колокола народ собрался в Кремле, в Спасо-Преображенском соборе. После службы Минин обратился к нижегородцам с призывом встать на освобождение Русского государства от иноземных врагов. Тогда было принято решение о сборе средств для народного ополчения.
Также нужно было найти полководца для будущего ополчения. Нижегородцы решили просить возглавить его князя Дмитрия Пожарского. Знатный князь согласился не сразу и поставил условие, чтобы хозяйственными делами в ополчении заведовал Минин.
В 1803 году было решено начать сбор средств на возведение памятника в честь Минина и Пожарского. Иван Мартос сразу же взялся за дело. Первоначально предполагалось поставить памятник в Нижнем Новгороде, но из-за того, что он имел очень большую ценность для страны, было решено установить его на Красной площади в Москве. 20 февраля (4 марта) 1818 года состоялось торжественное открытие памятника. А в Нижнем Новгороде, на территории Кремля, в 1828 году, установили обелиск в честь Минина и Пожарского взамен монумента. В 1910-х планировалось установить новый памятник Минину и Пожарскому в городе, но из-за начала революционных событий его завершить не успели, а из материала, приготовленного для мемориала, коммунистами был изготовлен памятник «Жертвам революции 1905 года», который был установлен на площади Свободы.
В 2004 году мэр Москвы Юрий Лужков решил установить копию московского памятника в Нижнем Новгороде. Он предложил скопировать памятник знаменитому российскому скульптору Зурабу Церетели. И уже 4 ноября 2005 года состоялось торжественное открытие памятника на новой площади Нижнего Новгорода — площади Народного Единства. Выбор места оказался не случайным — по легенде, именно отсюда началось народное ополчение 1611 года.
- Нереализованный проект памятника. Открытка 1910—1914 гг.
- Памятник Минину и Пожарскому на почтовой марке России 2021 года, посвящённой 800-летию Нижнего Новгорода  (ЦФА [АО «Марка»] № 2578)

## Отличия памятников
- Монумент, который стоит в Нижнем Новгороде, на 5 см меньше оригинала.
- Надписи на пьедесталах различаются: